# Acoyapa
Acoyapa é um município da Nicarágua, situado no departamento de Chontales. Tem 1,382 km² de área e sua população em 2020 foi estimada em 20.775 habitantes.